# Carl Harild
Carl Valdemar Harild, född 25 september 1868, död 15 mars 1932, var en dansk arkitekt.
Harild framträdde som en lycklig restauratör av äldre byggnadsverk och utförde flera byggnader i Randers, slottet Egelund (åt änkedrottning Louise), med mera. Harild var 1906-21 anställd som arkitekt och inventarieinspektör vid kungliga civillistan, blev 1921 palatsförvaltare vid Amalienborg och var från 1919 arkitekt vid Carlsbergbryggerierna.